# Mussepiggbuske
Mussepiggbuske (Ochna serrulata) är en växt i familjen mussepiggbuskeväxter (Ochnaceae) som förekommer i södra Afrika. Det svenska trivialnamnet syftar på de svarta stenfrukterna som tillsammans med de röda foderbladen liknar Musse Piggs ansikte.

## Utseende
Arten är en buske eller i sällsynta fall ett träd som vanligen blir 1 till 2 meter högt, sällan upp till 6 meter. Barken är brun med små ljusa prickar. Bladen är upp till 5 cm långa, liknar en ellips i formen och slutar i en spets. Deras färg skiftar från bronsfärgade under våren till grön. Bladens kant är räfflad.
Busken blommar under våren, alltså mellan september och november i artens utbredningsområde. Kronbladen har en gul färg och blomman en diameter av cirka 2 cm. Från blomman utvecklas de ovala eller klotrunda stenfrukterna som är i början grön och senare svart. De röda foderbladen förblir länge vid stenfrukten och därför har busken över flera månader ett rödaktig utseende.

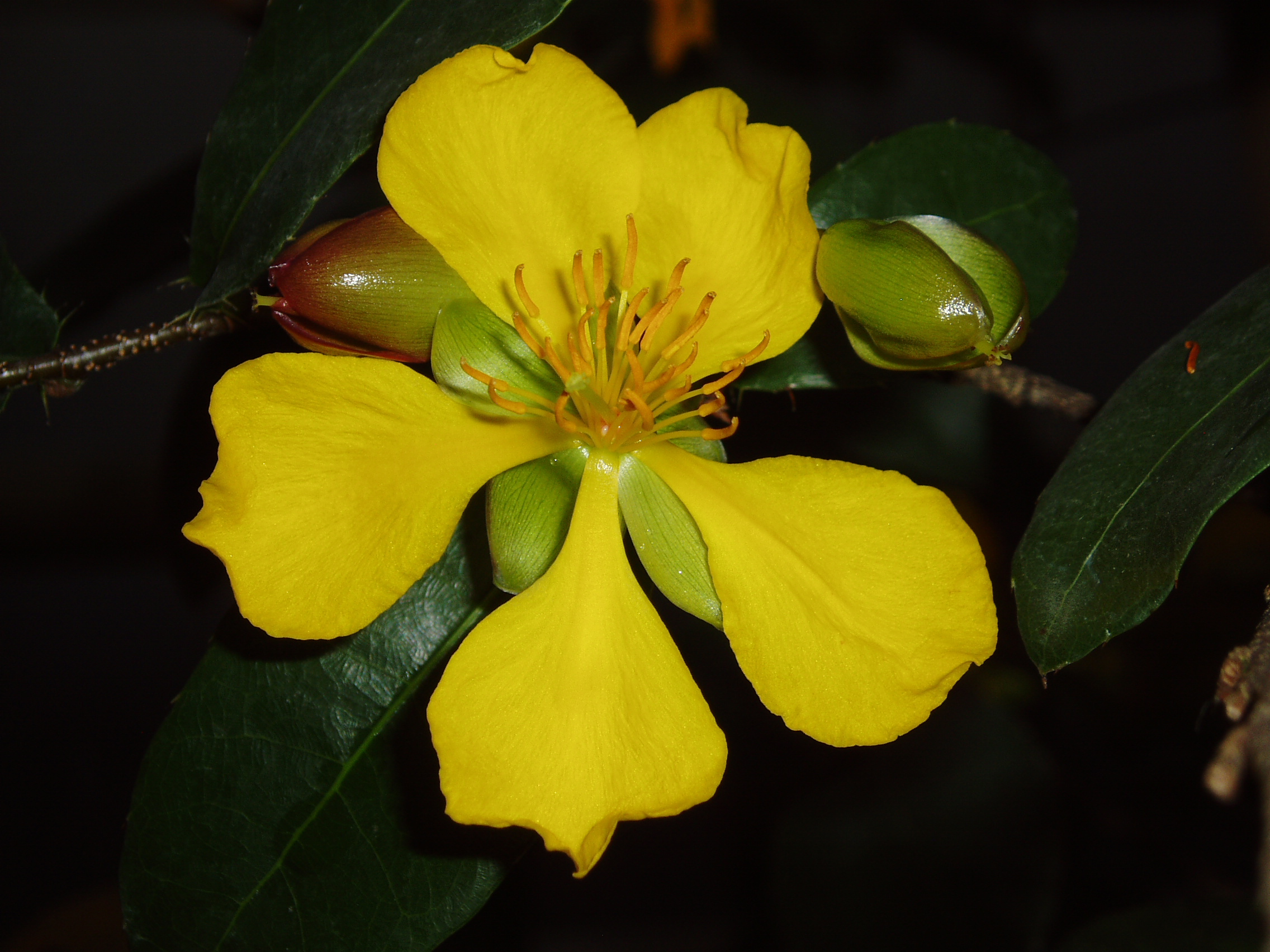
Blomma i Göteborgs botaniska trädgård.
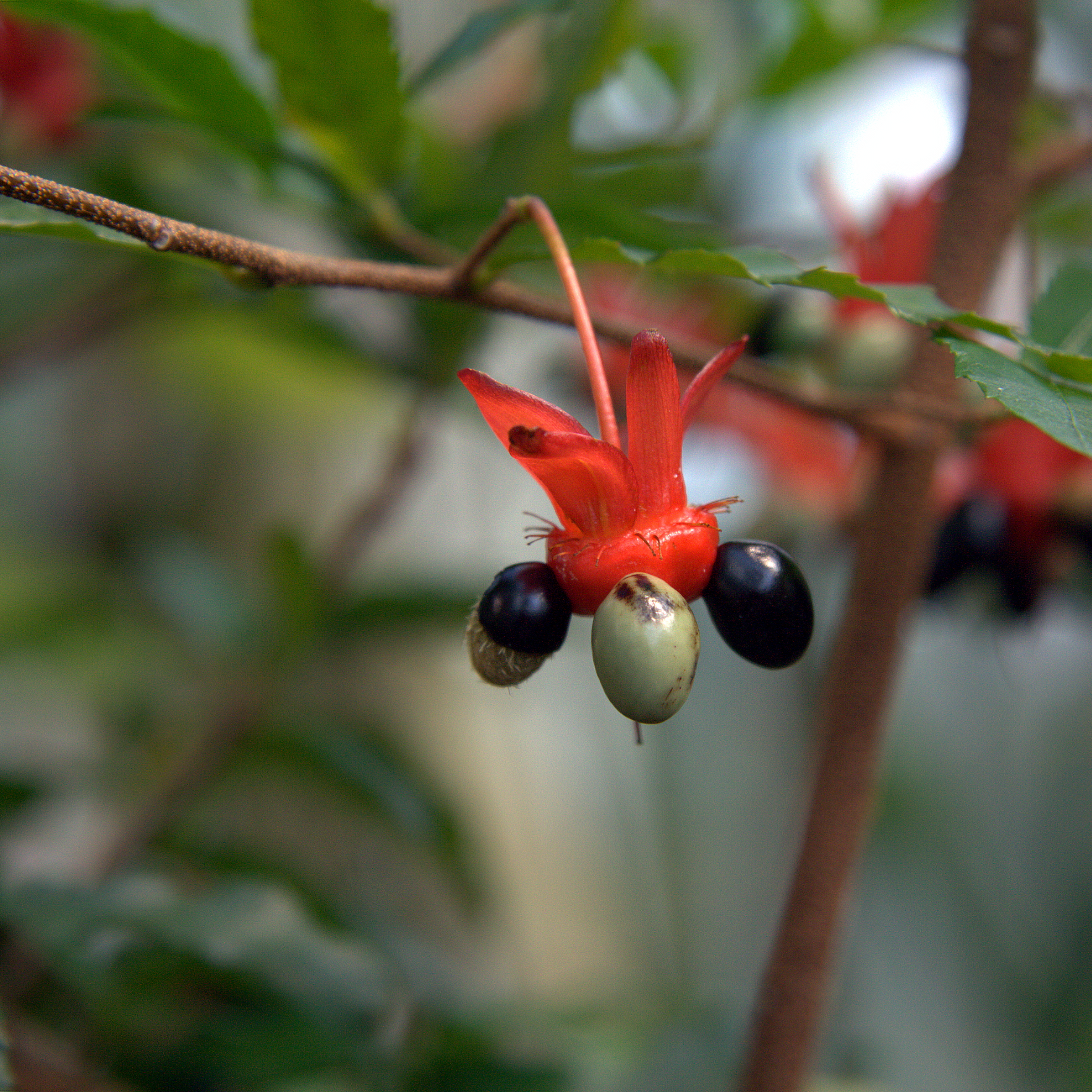
Mogna och ej mogna stenfrukter samt foderbladen.

## Utbredning och habitat
Mussepiggbusken förekommer i östra Sydafrika och Swaziland. Den växer där i låglandet och i upp till 1800 meter höga bergstrakter.
Arten introducerades på många oceaniska öar och på Hawaii.
I andra delar av världen förekommer den som krukväxt och den tål kort nattfrost.